# Kellaways
Kellaways lub Gallows – osada w Anglii, w hrabstwie Wiltshire, w dystrykcie (unitary authority) Wiltshire, w civil parish Langley Burrell Without. Leży 4 km od miasta Chippenham. W 1931 roku civil parish liczyła 37 mieszkańców. Tytherton Kellaways jest wspomniana w Domesday Book (1086) jako Terintone.